# Tetsuya Ōkubo
Tetsuya Ōkubo (jap. 大久保 哲哉 Ōkubo Tetsuya; ur. 9 marca 1980) – japoński piłkarz występujący na pozycji napastnika. Obecnie występuje w Yokohama FC.

## Kariera klubowa
Od 2003 roku grał w klubach Yokohama FC, Sagawa Express Tokyo, Kashiwa Reysol, Avispa Fukuoka, Montedio Yamagata i Tochigi SC.